# 人性論 (書)
- 本條目為大衛·休謨所著的書本，有關人性論的哲學理論，請見「人性論」。

《人性論》（英語：A Treatise of Human Nature），是蘇格蘭哲學家大衛·休謨出版於1739年至1740年的著作。該書被許多人認為是休謨最重要的作品，也是哲學史上最具影響力的著作之一。

## 歷史
1734至1737年，休謨開始寫《人性論》。到1739年初，《人性論》第一卷《論知性》與第二卷《論情感》以匿名出版。1740年，《人性論》第三卷《論道德》以匿名出版。

## 內容
休謨於此書中，探究人性。休謨於第一卷中，探究人類本性的認知能力。第二卷中，休謨探究人類的本性的激情。第三卷中，休謨指出，於人類本性中，道德來自情感。
休謨指出，人類的感知分為印象和觀念，印象包括強烈的刺激，如情緒，感官和情感，而且人們認為，觀念只是沒有情感運動的圖像。思想和印象密切相關，簡單的想法來自簡單的印象，印像是創造想法的基礎。印象可以分為感覺印象和反思印象，但前者出現在人類心理學中，來自不明原因，後者則出於理念。因此，休謨認為，這種印象首先會激發感官，使人們感受到快樂等等，即使在印象消失後仍然留意的是休謨。這使得該想法可以使印象重現，記憶已知事件和想像未知事件。想像力帶來了思維和功能的複雜工作，同時遵循相似性，方法和因果關係三個概念的規律。這個法則是思想法則，根據這個定律，關係，方面和實質這三個概念作為複雜的思想被賦予人類。
根據這些論點，休謨以相似性，身份，時空關係，數量比例，自然程度，反對和因果關係的順序檢驗七種哲學關係。然後他指出，這種信念的作用是將個人印象與人類聯繫起來或將其結合起來。休謨不僅分析了理解，還分析了情感方面，並對感官的印象進行了詳細分類。首先，印像大致分為感官印象和身體快感，而反思性印像是次要印象，是靜態的印象，用於識別良好的外觀和動態的印象，區分愛情和滿足感。它是分開的。此外，情感也與直接情緒和間接情緒區分開來，例如來自善惡的慾望或快樂，厭惡，悲傷，喜悅，希望，恐懼，絕望，信念，直接情感和驕傲，吞嚥，榮譽，虛榮，愛據說有間接的感覺伴隨著嫉妒，憐憫，惡意和寬容等多重特徵。關於道德問題，休謨考察了積極和不公正是由於印像或想法，並指出它是感覺而不是被概念所掌握的東西。在此基礎上，美德是對自己的安慰，對他人的一種安慰，對自己的一種安慰，對另一些人的安慰，以及在最後一類中包含的善意和正義，同時被分為四個社會重要性它被評估為一種美德。